# Conviction
Conviction (bra: A Condenação; prt: A Advogada) é um filme estadunidense de 2010, do gênero drama biográfico, dirigido por Tony Goldwyn e escrito por Pamela Gray, com trilha sonora de Paul Cantelon.
No Brasil, foi lançado pela Vinny Filmes.

## Sinopse
Kenny (Sam Rockwell) foi acusado por um crime que não cometeu, mas a defensoria pública alega dificuldades para representá-lo e a condenação será iminente. Betty Anne (Hilary Swank) é mãe e trabalha, mas para livrar seu irmão da cadeia decide estudar Direito e enfrentar a promotoria. Baseado em histórias reais.[carece de fontes?]

## Elenco
- Hilary Swank - Betty Anne Waters
- Sam Rockwell - Kenny
- Minnie Driver - Abra
- Melissa Leo - Nancy Taylor
- Ari Graynor - Mandy
- Loren Dean - Rick Miller
- Jennifer G. Roberts - Martha Coakley
- Clea DuVall - Brenda Marsh
- Juliette Lewis - Roseanna Perry
- Peter Gallagher - Barry Scheck
- Conor Donovan - Richard Miller
- Owen Campbell - Ben Miller
- Bailee Madison - Jovem Betty Anne Waters
- J David Moeller - Ben Davenport

## Recepção
No agregador de críticas Rotten Tomatoes, que categoriza as opiniões apenas como positivas ou negativas, o filme tem um índice de aprovação de 67% calculado com base em 191 comentários dos críticos que é seguido do consenso: "Menos convincente - e mais manipuladora - do que deveria ser, Conviction se beneficia de sua história verdadeira convincente e um par de performances sólidas de Swank e Rockwell." Já no agregador Metacritic, com base em 32 opiniões de críticos que escrevem em maioria para a imprensa tradicional, o filme tem uma média aritmética ponderada de 61 entre 100, com a indicação de "revisões geralmente favoráveis."